# Некрофаги

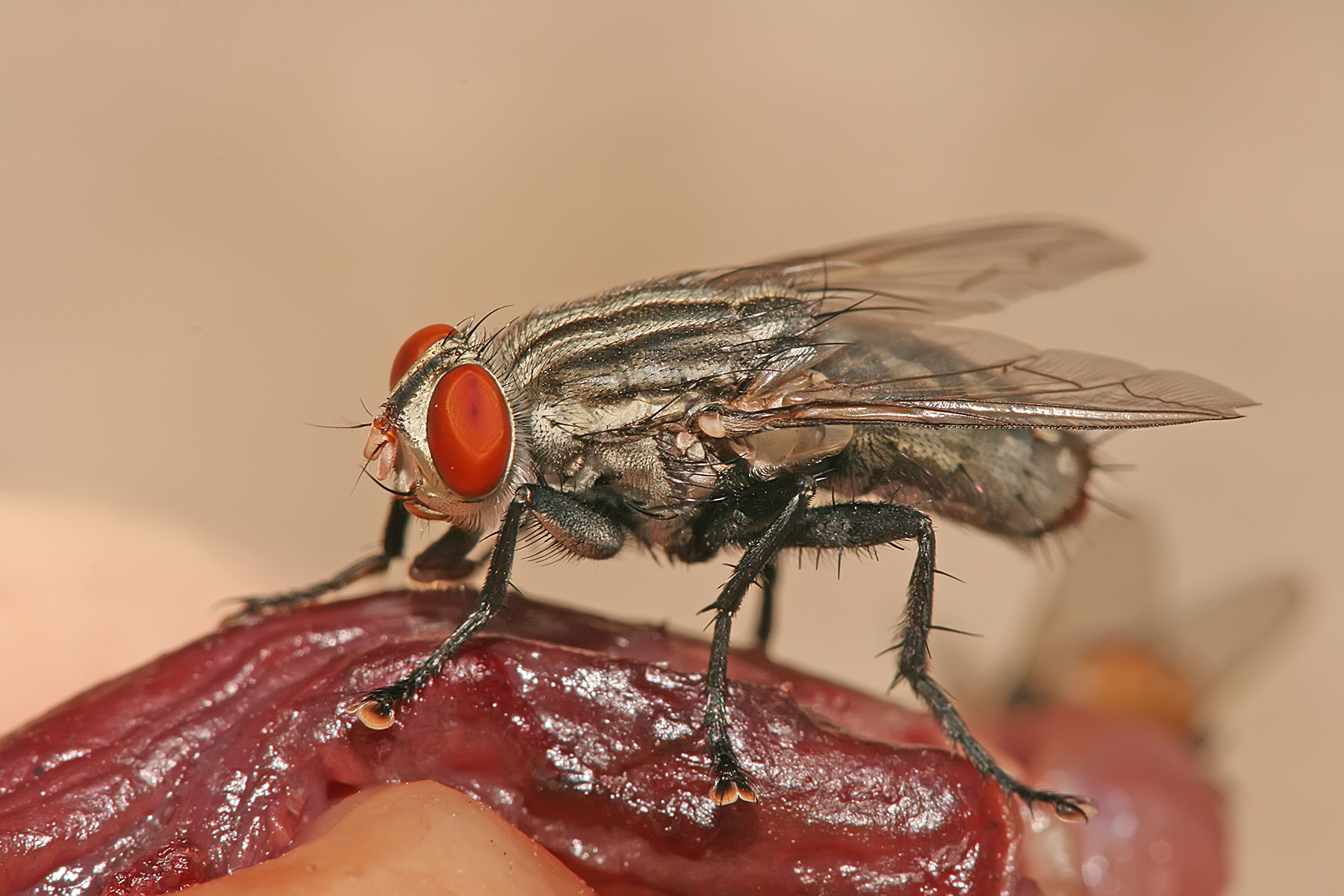
Sarcophaga nodosa, вид м'ясної мухи живиться гниючим м'ясом

Некрофаги (від грец. nekros «мертвий» та phagos «пожирач»), стервої́дні, або падальники — тварини які живляться трупами інших тварин. Належать до гетеротрофів.
Некрофагами є багато комах (жуки-мертвоїди, шкіроїди, личинки двокрилих); деякі птахи (грифи, сипи, марабу, крук тощо) та ссавці (гієни). Деякі тварини поїдають трупи епізодично, тоді як інші живляться ними регулярно. Багато тварин включають падло у свій раціон періодично — леви, ведмеді, різноманітні види родини псових, хоча для них живлення падлом має вимушений характер. Охоче поїдають падло крокодили.
Тварини здатні з'їсти м'які тканини загиблого організму дуже швидко. Наприклад, загиблого слона у джунглях різноманітні некрофаги об'їдають до кісток за 2—3 дні.
Некрофаги відіграють значну роль у природних екосистемах, здійснюючи внесок у розклад залишків відмерлих тварин.
Некрофаги корисні й для інших цілей. У медицині личинок м'ясної зеленої мухи іноді використовують для видалення некротичних (відмерлих) тканин з ран, що не загоюються. Личинок Hermetia illucens використовують для утилізації органічних відходів, що розкладаються, і перетворення їх на корм для тварин. Біотехнологічні застосування генів, молекул і мікробів, отриманих з допомогою некрофагів, також досліджуються.

## Галерея

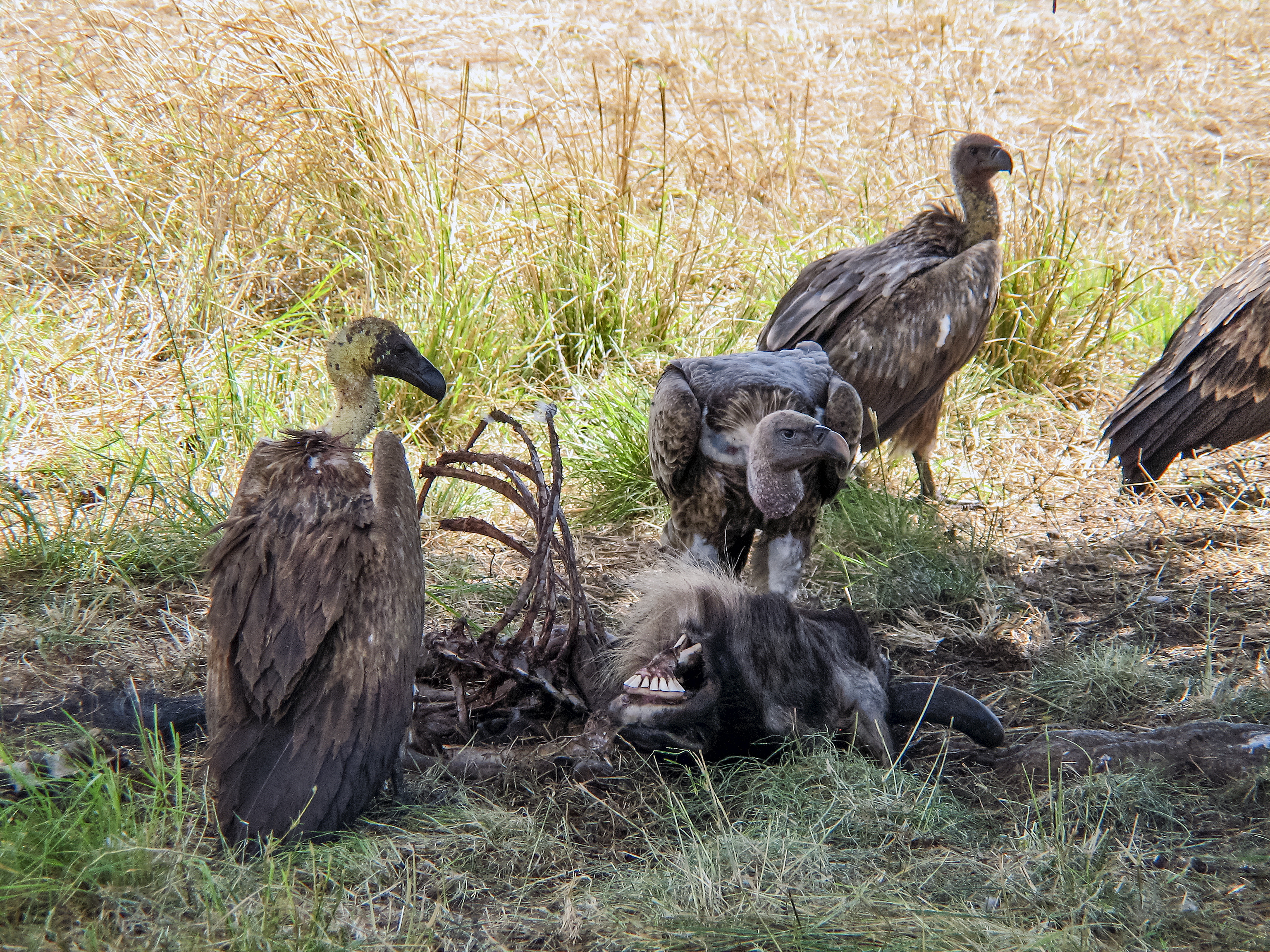
Грифи живляться трупом антилопи гну
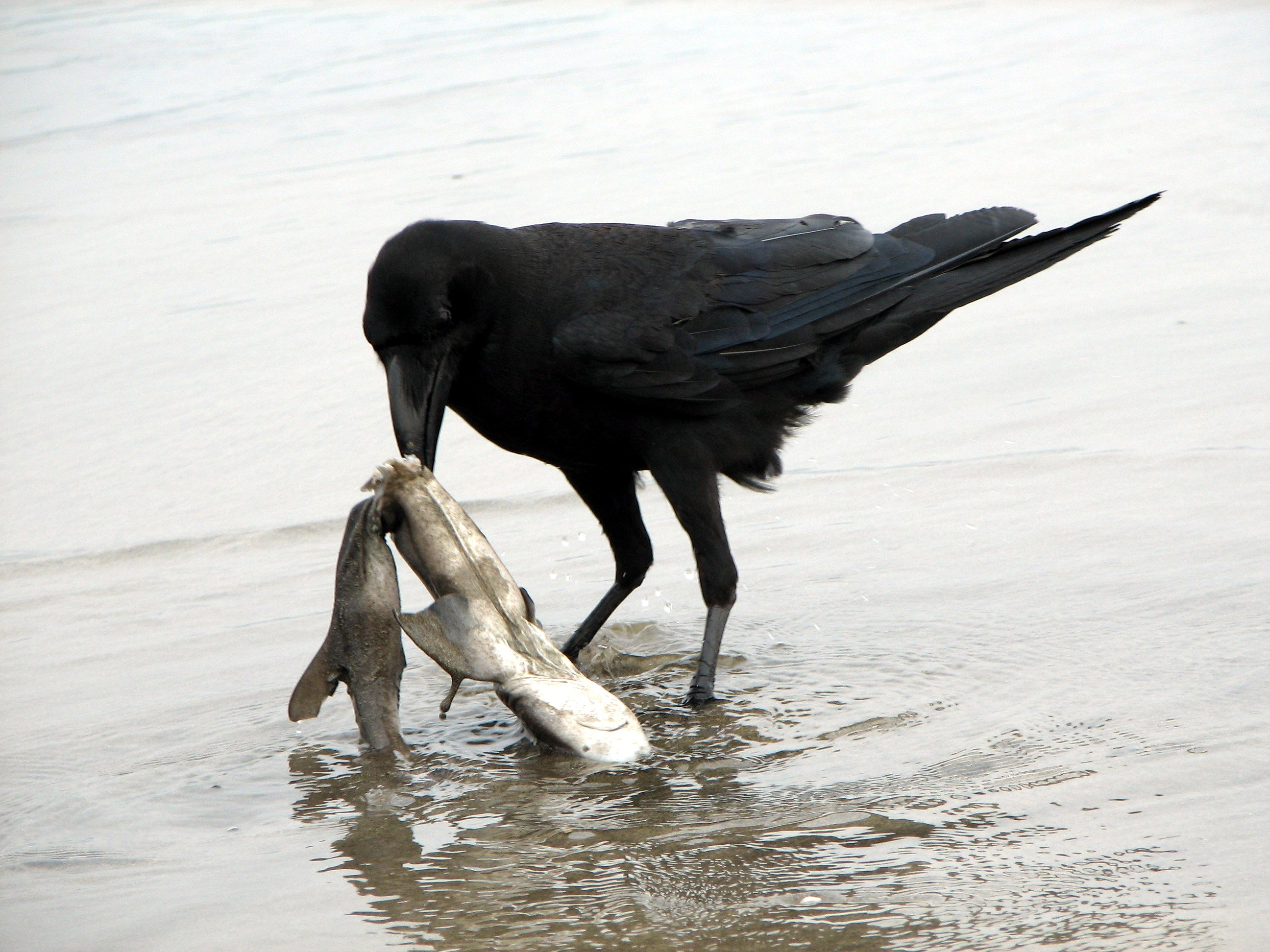
Великодзьоба ворона (Corvus macrorhynchos) живиться трупом загиблої невеликої акули
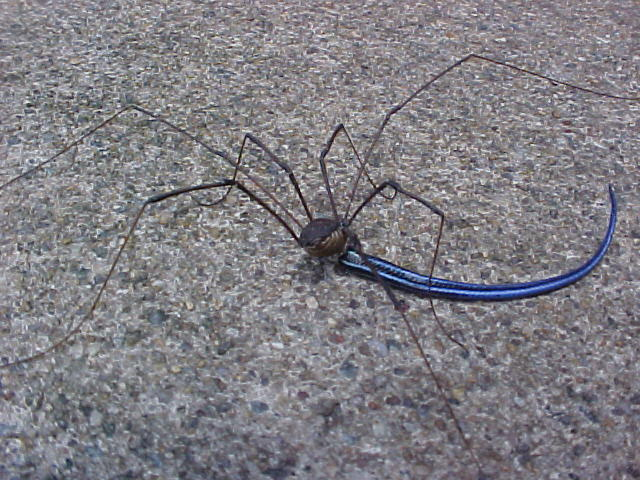
Косарик (Opiliones) поїдає хвіст сцинка (Scincidae)